# Katarzyna Bragança
Katarzyna Bragança, port. Catarina Henriqueta de Bragança (ur. 25 listopada 1638 w Lizbonie, zm. 30 listopada 1705 tamże) – księżniczka portugalska z dynastii Bragança, królowa Anglii i Szkocji jako żona Karola II.

## Życiorys
Urodziła się w Vila Viçosa jako córka Joāo, księcia Bragança i jego hiszpańskiej żony Ludwiki de Guzman (Medina-Sidonia). Jej ojciec został królem Portugalii, jako Jan IV, po wypędzeniu Hiszpanów w 1640. 

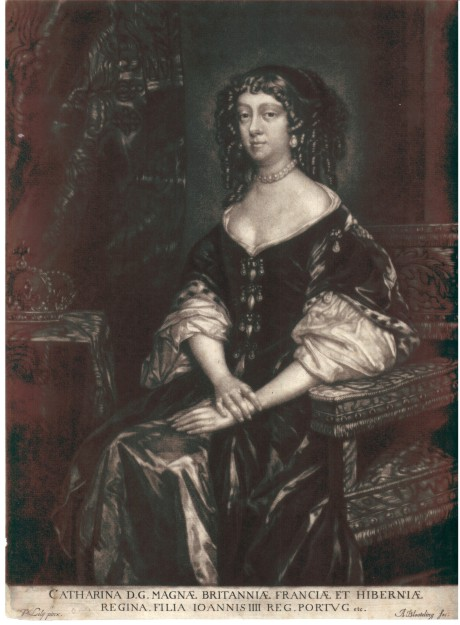
Królowa Katarzyna

Małżeństwo Katarzyny z Karolem miało umocnić sojusz portugalsko-angielski po wycofaniu się Francji z przymierza z Portugalią na mocy traktatu pirenejskiego w 1659. Po objęciu tronu przez ojca Katarzyna została zaręczona z Karolem.
Ślub odbył się w maju (3 lub 21) 1662 w Portsmouth. Jako posag Portugalia przekazała Anglii Tanger i Bombaj. Katarzyna ze względu na wyznanie katolickie nie była faworyzowaną kandydatką na żonę króla. Uniemożliwiło jej ono także koronację, jako że nie mogła wziąć udziału w anglikańskich nabożeństwach.
Jej mąż miał wiele dzieci z nieprawego łoża, ale Katarzyna nie wydała na świat żywego potomka, mimo iż kilkakrotnie zachodziła w ciążę (ostatnia w 1669). Jej pozycja była bardzo trudna, ale mąż domagał się okazywania jej szacunku i stanowczo odmówił rozwodu. Po jego śmierci w 1685 Katarzyna pozostała w Anglii przez okres rządów Jakuba II i powróciła do Portugalii w czasie panowania Wilhelma III i Marii II.
Zmarła w Lizbonie. W Anglii przyczyniła się do wprowadzenia i rozpowszechnienia zwyczaju picia herbaty. Była bardzo popularna i lubiana wśród ludu. Dla jej upamiętnienia miejscowość koło odebranego Holendrom Nowego Amsterdamu (dziś Nowy Jork) nazwano Queens – dziś jest to jedna z dzielnic miasta.